# Șevcenkî, Hlobîne
Șevcenkî (în ucraineană Шевченки) este un sat în comuna Velîki Krînkî din raionul Hlobîne, regiunea Poltava, Ucraina.

## Demografie
Componența lingvistică a localității Șevcenkî
     Ucraineană (91,3%)
     Rusă (8,7%)
Conform recensământului din 2001, majoritatea populației localității Șevcenkî era vorbitoare de ucraineană (91,3%), existând în minoritate și vorbitori de rusă (8,7%).